# تاكاهيرو هوسوكاوا
تاكاهيرو هوسوكاوا (باليابانية: 細川隆弘؛ بالكانا: ほそかわ　たかひろ) هو لاعب اتحاد الرغبي ياباني، ولد في 1 أبريل 1967 في كيوتو في اليابان.